# 鈴木豊乃
鈴木 豊乃（すずき とよの）は、東京在住の作曲家・編曲家。

## 概要
静岡県浜松市出身。O型。国立音楽大学作曲学科卒業。同大学院修了。日本作曲家協議会会員。令和5年浜松市やらまいか大使。
1989年8月から1992年3月まで静岡朝日テレビでエレクトーン奏者としてレギュラー出演。1992年から1994年までヤマハ電子ピアノ クラビノーバの海外デモンストレーターとして、ブラジル、チリ、アルゼンチン、ボリビア、パナマ、スペイン、グアム等へ演奏旅行。新体操の音楽制作、バレエ団との共演、吹奏楽団への作品提供や演奏共演など幅広い活動を行う。
その後「演奏」から「作曲・編曲」を中心とした活動に方向転換する。
サウンドセラピストのAika（橋本恵子）と共演し、コンサートの為の作曲、編曲を数多く行う。AikaのCD「ムーンライト・ドリーム」、「いのちの響き」に作品が収録されている。2003年に東京と浜松にて「うた作品展」を開催。
2000年から大学の同級生である秋川雅史のコンサートアレンジを手掛け現在も継続。様々なアーティストのコンサートやCDのアレンジを多く手がける一方、子どものための音楽活動もライフワークとし、子どもの小さな手を思いやり「弾き易さ」と「楽しさ」を追求した「こどもピアノポップス」シリーズ、「こどもピアノクラシック」シリーズ（カワイ出版）をはじめ、多くの楽譜出版を行う。
子ども向けのピアノ作品を多数発表、コンクールの課題曲にも指定される。
2016年には親子のコミュニケーションとしての音楽あそびを提案した初の書籍を出版し、60冊を超える著作物の大半は重版となる。
後進の指導にも積極的に取り組み、小学生から大学受験生まで作曲や音楽理論の指導を30年以上継続している。教え子には世界的ジャズピアニストの上原ひろみ（小学生時代に作曲指導）をはじめ音楽業界で活躍している者も多い。
時代やジャンルにとらわれない音楽活動に取り組んでいる。

## 作品

### 著書
＜書籍＞
『簡単!楽しい!おうちでできる音楽＆リズムあそび』『演奏力が大きくのびる！レッスン指導法〜作曲体験のすすめ〜』
以上、株式会社ヤマハミュージックエンタテインメントホールディングスより。
＜編曲＞
『こどもピアノクラシック（1,2,3,4）』
『こどもピアノクラシック アンサンブル編』
『こどもピアノポップス』
『こどもピアノポップス2』
『こどもピアノポップス3 シーズン編』
『こどもピアノポップス　CM編』
『こどもピアノポップス　アニメ編』
『こどもピアノれんだん』
『とってもやさしい　発表会でれんだん』
『インベンションのまえに　メロディをさがそう』
『こどもピアノソングス』
『こどもピアノクリスマス』
『こどもピアノクリスマス〜連弾編〜』
『こどもピアノクリスマス〜アンサンブル編〜』
『おとなピアノポップス』
『こどもピアノミュージックアラカルト』
『今年が記念のわたしたち』
『アニバーサリーピアノ曲集　今年が記念のわたしたち2018』
『ピアノで弾いて「涼しくなるクラシック」』
『ピアノで弾いて「暖かくなるクラシック」』
『レッスンに入る前の「連弾であそぼ!（3手連弾編）」』
『レッスンに入る前の「連弾であそぼ!（4手連弾編）」』
『絶対弾きたい! さわやかクラシック』
『アニバーサリーピアノ曲集　今年が記念のわたしたち2021』
『アニバーサリーピアノ曲集　今年が記念のわたしたち2022』
『アニバーサリーピアノ曲集　今年が記念のわたしたち2023』
『アニバーサリーピアノ曲集　今年が記念のわたしたち2024』
『アニバーサリーピアノ曲集　今年が記念のわたしたち2025』
『おうちでれんだん！家族で楽しむピアノ曲集』
以上カワイ出版より
『みんなで楽しく♪　バイオリン☆キッズコンサート』
『コンサートで弾き映えする　バイオリン　レパートリー20』
『コンサートで弾き映えする　フルート　レパートリー20』
『コンサートで弾き映えする　アルトサックス　レパートリー20』
『日曜劇場『仰げば尊し』ミュージックガイドブック』
『ヤマハミュージック オリジナル楽譜 開いて使えるピアノ連弾ピース　No.9 紅蓮華』
以上ヤマハミュージックメディアより
＜作品収録＞
『コンサート・ピース コレクション 「おつきさまのはなし」』
『コンサート・ピース コレクション 「そよかぜのたわむれ」』
『コンサート・ピース コレクション 「約束の日」』
『こどもピアノ小品集「こどもたちへ」メッセージ2005 2』
『こどもピアノ小品集「こどもたちへ」メッセージ2006 1』
『こどもピアノ小品集「こどもたちへ」メッセージ2007 1』
『28人の作曲家によるピアノ小品集　こどもたちへ　メッセージ2011 1』
『28人の作曲家によるピアノ小品集　こどもたちへ　メッセージ2013 1』
『26人の作曲家によるピアノ小品集　こどもたちへ　メッセージ2014  のりもの編』
『24人の作曲家によるピアノ小品集　こどもたちへ　メッセージ2015  どうぶつ編』
『発表会用ピアノ曲集「いろえんぴつならんだ」』
『発表会用ピアノ曲集「ねこたんのゆめ」』
『こどもの発表会・コンクール用ピアノ曲集「午後のステップ」』
『こどもの発表会・コンクール用ピアノ曲集「星をめざして」』
『27人の作曲家によるピアノ小品集　こどもたちへ　メッセージ2017　世界のおどり編』
『27人の作曲家によるピアノ小品集　こどもたちへ　メッセージ2018　ゆめ編』
『28人の作曲家によるピアノ小品集　こどもたちへ　メッセージ2019　世界の街角編』
『28人の作曲家によるピアノ小品集　こどもたちへ　メッセージ スポーツ編-2　（2020）』
『14人の作曲家による小品集　こどもたちへメッセージ 2021＜ピアノの調べ＞』
『こどもたちへメッセージ 2022-1　28人の作曲家によるピアノ小品集』
『こどもの発表会・コンクール用ピアノ曲集「小鳥のハミング」（カワイ出版）』
『こどもたちへメッセージ 外あそび編-2　23人の作曲家によるピアノ小品集 2023』
『こどもたちへメッセージ 楽器編−1 2024』
『ピティナ協力：星のアラベスク　ピアノ・トゥモロー〜私たちのたからもの〜』
以上カワイ出版より
『キッズBOXピアノコンサート』 2008年
『キッズBOXピアノコンサート』 2010年
以上オンキョウパブリッシュより
『DVDでひける!はじめてのピアノえほん①　たのしいピアノのおけいこ』
『DVDでひける!はじめてのピアノえほん②　たのしいピアノのうた』•
以上成美堂出版より
『にじいろのおくりもの　連弾編　1,2』
以上学研プラスより

### ＜ディスク＞
全編曲
『Passione』 秋川雅史（日本コロムビア）
『秋川雅史リサイタル'07東京』 秋川雅史（タクミノート）
一部編曲
『不思議の国のアリス～ヴァイオリニスツ in ワンダーランド』高嶋ちさ子　12人のヴァイオリニスト（日本コロムビア）
『譚詩曲-11　stories on Violin』花井悠希（日本コロムビア）
『アダージェット～マイ・ベスト・クラシカル・メロディーズ』高嶋ちさ子（日本コロムビア）
『秋川雅史オーケストラ・アンサンブル金沢スペシャルコンサート2012』 秋川雅史（タクミノート）
『You Raise Me Up』 秋川雅史（タクミノート）
『GOLDEN VOICE』 秋川雅史（タクミノート）
『キーウの鳥の歌』オクサーナ・ステパニュック（Belta Record）
『ウクライナの歌』オクサーナ・ステパニュック（Belta Record）
『ビー・マイ・ラヴ　映画音楽名曲集』オクサーナ・ステパニュック（Belta Record）
『星に願いを　映画音楽・ミュージカル名曲集』オクサーナ・ステパニュック（Belta Record）
＜演奏＞
『ゆほびか 11月号 付録CD』（マキノ出版）
『聞くだけで黒髪がよみがえるCDブック』（マキノ出版）
＜作品提供＞
『風の微笑み』 （Aika & Toyono）
『Moonlight Dream』 （Aika）
『いのちの響き』 （Aika）